# بوتگا ونتا
بوتگا ونتا (ایتالیایی: Bottega Veneta) شرکت کالای لوکس ایتالیایی است، که در زمینه طراحی، تولید و توزیع محصولات چرمی، ساعت، انواع لباس و کیف‌های دستی فعالیت می‌نماید. این شرکت هم‌اکنون مالک شبکه‌ای از ۱۴۰ فروشگاه در کشورهای مختلف می‌باشد.
شرکت بوتگا ونتا در سال ۱۹۶۶ در ویچنزای ایتالیا توسط مایکل تادی و رنزو زنگیارو تأسیس شد. هدف این کمپانی تولید صنعتی محصولات چرمی بود و طراحی خاصی را که اینترچیاتو نام گرفت ابداع کرد، روش بافت چرم که به نماد این کمپانی بدل شد و مورد استقبال قرار گرفت. در دهه هفتاد بوتگا ونتا از محبوب‌ترین برندها در زمینه محصولات چرم بود و مشتریانی مثل ژاکلین کندی از آن‌ها خرید می کردند. و در سال ۲۰۰۱ توسط شرکت گوچی خریداری شد گوچی برای این برند مبلغ ۱۵۶ میلیون دلار را پرداخت کرد و در حال حاضر بخشی از گروه کرینگ بشمار می‌آید. دفتر مرکزی این شرکت در شهر ویچنزا، ایتالیا قرار دارد.